# Мост 800-летия Вологды
Мост 800-летия Вологды — автомобильно-пешеходный мост через реку  Вологду в городе Вологда. 

## Расположение
Мост соединяет улицы Предтеченскую и Прокатова.
Выше по течению находится Красный мост.

## История
В 1959—1961 годах по проекту инженера московского института «Гипрокоммундортранс» Любвина был построен пятипролётный железобетонный консольно-балочной мост. Строительство велось Мостопоездом №809 Мостостроительного треста 
№6 Минтранстроя. Для движения мост был открыт 16 ноября 1961 года.
Схема моста была 8,66 + 32,0 + 64,0 + 32,0 + 8,66 м. Ширина моста составляла 12,9 м, включая два тротуара по 1,9 м. Средние три пролёта были балочно-консольными с подвесными пролётными строениями коробчатого 
трехъячеистого сечения из монолитного железобетона; крайние (длиной 8,66 м) — разрезные балочные.
Украшающие сооружение памятные чугунные доски отлиты на месте. Для пешеходов были устроены лестничные сходы с моста на набережные правого и левого берега реки Вологды. 
В 1977 г. деревянные сваи устоев были заменены на железобетонные. Из-за ошибок при проектировании и строительстве возник прогиб руслового пролётного строения. В 1961 г. он составил 25 см, при обследовании в 1998 г. — уже 41 см. 
В 1998 году по проекту АО «Институт Гипростроймост – Санкт-Петербург» 
Мостоотряд №61 произвел усиление надопорных участков установкой напрягаемой арматуры и усилил таким же 
образом сломанную опору №4. 
В 2003 году были начаты работы по реконструкции моста, включающие в себя разборку железобетонного пролётного строения и замену его стальным. Генподрядчиком был Мостоотряд №61. Работы по разборке старого моста выполнило ООО «НПП СК МОСТ». Работы велись в 2 этапа.
1 ноября 2005 года была достроена и открыта первая очередь нового моста, 21 октября 2006 года была открыта вторая очередь.

## Конструкция
Мост трёхпролётный металлический, пролётные строения сталежелезобетонные балочно-неразрезной системы. В поперечном сечении пролётное строение состоит из четырёх главных балок криволинейного очертания, объединённых продольными и поперечными связями. Схема моста: 49,0 + 73,5 + 49,0 м. Общая длина моста составляет 220 м, ширина — 20,5 м (в том числе два тротуара по 2,25 м).
Мост предназначен для движения автотранспорта и пешеходов. Тротуары отделены от проезжей части высоким барьерным ограждением. Проезжая часть включает в себя 4 полосы для движения автотранспорта. Перильное ограждение металлическое бестумбовое.